# Hatem Trabelsi
Hatem Trabelsi (Arabisch: حاتم الطرابلسي) (Ariana, 25 januari 1977) is een voormalig Tunesisch profvoetballer die als rechtsback speelde. Trabelsi speelde achtereenvolgens voor CS Sfaxien, Ajax en Manchester City.

## Clubcarrière

### CS Sfaxien
Hij begon bij Club Sportif Sfaxien, waar hij tussen 1997 en 2001 meer dan honderd wedstrijden speelde. Hij won met zijn club zowel de UAFA Club Championship (2000) als de CAF Cup (1998).

### Ajax
Trabelsi kwam in de zomer van 2001 over van Club Sportif Sfaxien, waar hij vier seizoenen had gespeeld. Hij maakte zijn officiële Ajax debuut in de met 1–3 verloren UEFA Champions League-wedstrijd, thuis tegen Celtic op 8 augustus 2001. In zijn eerste seizoen bij Ajax werd Trabelsi kampioen en won hij de KNVB beker.
Op 11 augustus 2002 won hij met Ajax de Johan Cruijff Schaal door in de Amsterdam Arena PSV met 3–1 te verslaan, Trabelsi gaf de assist op de 2–0. Hij begon in de basis en speelde de hele wedstrijd uit.
Op 3 mei 2003 scoorde Trabelsi zijn eerste officiële doelpunt voor Ajax in de met 6–1 gewonnen Eredivisiewedstrijd, thuis tegen RKC Waalwijk.
In 2004 werd hij voor de tweede keer kampioen van Nederland met Ajax.

### Manchester City
Na afloop van het seizoen 2005/06 vertrok Trabelsi transfervrij bij Ajax. Na een pittige medische keuring tekende hij bij de Engelse club Manchester City. Op 11 september 2006 maakte Trabelsi zijn debuut voor Manchester City in een wedstrijd in de Premier League, uit bij Reading. Hij verving Micah Richards in de zestigste minuut, de wedstrijd werd met 1–0 verloren.
Op 9 december 2006 scoorde Trabelsi zijn eerste officiële doelpunt voor Manchester City in de derby, uit tegen stadsgenoot Manchester United, die met 3–1 werd verloren. In de tweeënzeventigste minuut scoorde Trabelsi het enige doelpunt voor Manchester City. Op 15 mei 2007 maakte Manchester City bekend dat Trabelsi na een seizoen alweer vertrok uit Engeland.

### Op proef bij Al-Hilal
In november 2007 was hij op proef bij Al-Hilal uit Saoedi-Arabië om een contract voor het seizoen 2008 te verdienen. Dit vond echter geen doorgang. Hij had ook versleten kraakbeen in een van zijn knieën.

## Interlandcarrière
In mei 1998 maakte hij zijn debuut in het Tunesisch voetbalelftal in een wedstrijd tegen Georgië. Hij speelde eenenzestig interlands voor de nationale ploeg van Tunesië. Hij maakte deel uit van de selecties voor het wereldkampioenschap voetbal in 1998, 2002 en 2006. Ook nam hij deel aan de FIFA Confederations Cup in 2005 en de African Cup of Nations in 2002, 2004 en 2006. In 2004 won Tunesië het toernooi. Na het WK voetbal 2006 beëindigde hij zijn interlandcarrière.

## Carrièrestatistieken
| Seizoen         | Club                 |                    | Competitie      | Competitie | Competitie | Beker | Beker | Internationaal | Internationaal | Overig | Overig | Totaal | Totaal |
| Seizoen         | Club                 | Wed.               | Competitie      | Dlp.       | Wed.       | Dlp.  | Wed.  | Dlp.           | Wed.           | Dlp.   | Wed.   | Dlp.   |        |
| --------------- | -------------------- | ------------------ | --------------- | ---------- | ---------- | ----- | ----- | -------------- | -------------- | ------ | ------ | ------ | ------ |
| 1997-2001       | Club Sportif Sfaxien | Vlag van Tunesië   | Nationale A     | 103        | 13         | ?     | ?     | ?              | ?              | ?      | ?      | 103    | 13     |
| Club totaal     | Club totaal          | Club totaal        | Club totaal     | 103        | 13         | 0     | 0     | 0              | 0              | 0      | 0      | 103    | 13     |
| 2001/02         | Ajax                 | Vlag van Nederland | Eredivisie      | 21         | 0          | 3     | 0     | 5              | 0              | —      | —      | 29     | 0      |
| 2002/03         | Ajax                 | Vlag van Nederland | Eredivisie      | 26         | 1          | 1     | 0     | 14             | 0              | 1      | 0      | 42     | 1      |
| 2003/04         | Ajax                 | Vlag van Nederland | Eredivisie      | 8          | 1          | 0     | 0     | 4              | 0              | —      | —      | 12     | 1      |
| 2004/05         | Ajax                 | Vlag van Nederland | Eredivisie      | 24         | 0          | 2     | 0     | 6              | 0              | 0      | 0      | 32     | 0      |
| 2005/06         | Ajax                 | Vlag van Nederland | Eredivisie      | 21         | 0          | 2     | 0     | 8              | 0              | 0      | 0      | 31     | 0      |
| Club totaal     | Club totaal          | Club totaal        | Club totaal     | 100        | 2          | 8     | 0     | 37             | 0              | 1      | 0      | 146    | 2      |
| 2006/07         | Manchester City      | Vlag van Engeland  | Premier League  | 20         | 1          | 3     | 0     | —              | —              | —      | —      | 23     | 1      |
| Club totaal     | Club totaal          | Club totaal        | Club totaal     | 20         | 1          | 3     | 0     | 0              | 0              | 0      | 0      | 23     | 1      |
| Carrière totaal | Carrière totaal      | Carrière totaal    | Carrière totaal | 223        | 16         | 11    | 0     | 37             | 0              | 1      | 0      | 272    | 16     |

## Erelijst
CS Sfaxien
- CAF Cup (1): 1998
- UAFA Club Championship (1): 2000

 Ajax
- Eredivisie (2): 2001/02, 2003/04
- KNVB beker (2): 2001/02, 2005/06
- Johan Cruijff Schaal (2): 2002, 2005

 Tunesië
- African Cup of Nations (1): 2004

## Privé
Trabelsi was gehuwd en kreeg in Nederland een zoon. Hij werd in 2003 gedecoreerd tot ridder in de Orde van Verdienste (Tunesië). In 2007 werd bekend dat er vanwege een huurschuld beslag was gelegd op zijn bezittingen in Nederland die nadien geveild werden. In 2011 werd hij samen met twee andere (oud-)voetballers in Tunesië gearresteerd voor drugsgebruik. Hij testte positief op een niet bekendgemaakt middel.  In 2013 bevestigde Trabelsi zijn lidmaatschap van de salafistische beweging rond de met terroristische organisaties gelieerde imam Bilel Chaouachi en bepleitte hij de invoering van de sharia.
Sinds 2020 is Trabelsi voetbal analist voor het televisiestation beINSPORT.